# Romance (album de Luis Miguel)
Pour les articles homonymes, voir Romance.
Albums de Luis Miguel
20 Años
(1990) América & en vivo
(1992)
Singles
Romance est le huitième album studio du chanteur mexicain Luis Miguel. Il a été publié par WEA Latina le 19 novembre 1991. Bien que la production ait été initialement prévue comme une autre collaboration avec Juan Carlos Calderón, ce plan a été abandonné lorsque Calderón n'a pas pu composer de chansons pour l'album. Face à une nouvelle échéance dans son contrat d'enregistrement, Miguel a choisi, à la suggestion de son manager, de faire appel à la musique boléro pour son projet. L'auteur-compositeur-interprète mexicain Armando Manzanero a été engagé par WEA Latina pour coproduire l'album avec Miguel. L'enregistrement a commencé en août 1991 chez Ocean Way Recording à Hollywood, en Californie, avec Bebu Silvetti comme arrangeur.
Sur l'album, Miguel reprend douze boléros, enregistrés à l'origine entre 1944 et 1986. Les deux premiers singles, Inolvidable et No Sé Tú, ont atteint la première place du Billboard Hot Latin Songs aux États-Unis et ont passé six mois en tête des hit-parades mexicains. Mucho Corazón et Cómo se sont classés dans les cinq premiers du hit-parade des Hot Latin Songs, Usted et La Barca ont été diffusés dans toute l'Amérique latine. Miguel a fait la promotion du disque en effectuant une tournée aux États-Unis et en Amérique latine. L'album a été généralement bien accueilli par les critiques musicaux, qui ont fait l'éloge du chant de Miguel et de la production du disque. Le chanteur a reçu plusieurs récompenses, dont une nomination aux Grammy pour le meilleur album de musique pop latine.
Romance s'est vendu à plus de sept millions d'exemplaires dans le monde entier, son disque le plus vendu dans sa carrière musicale. Aux États-Unis, il a passé 32 semaines en tête du classement Billboard Pop Latin Albums (en), et a été le premier album en langue espagnole d'un artiste latin non crossover à être certifié or par la Recording Industry Association of America (RIAA) ; il a également été certifié or au Brésil et à Taïwan, ce qui est une première pour un artiste hispanophone. Romance est le troisième album le plus vendu de tous les temps au Mexique, et le disque le plus vendu en Argentine par un artiste non natif. L'album a été noté par les critiques comme relançant l'intérêt pour la musique boléro. Son succès a encouragé Miguel à sortir trois autres disques de boléro : Segundo romance (1994), Romances (1997) et Mis romances (2001).

## Contexte et enregistrement

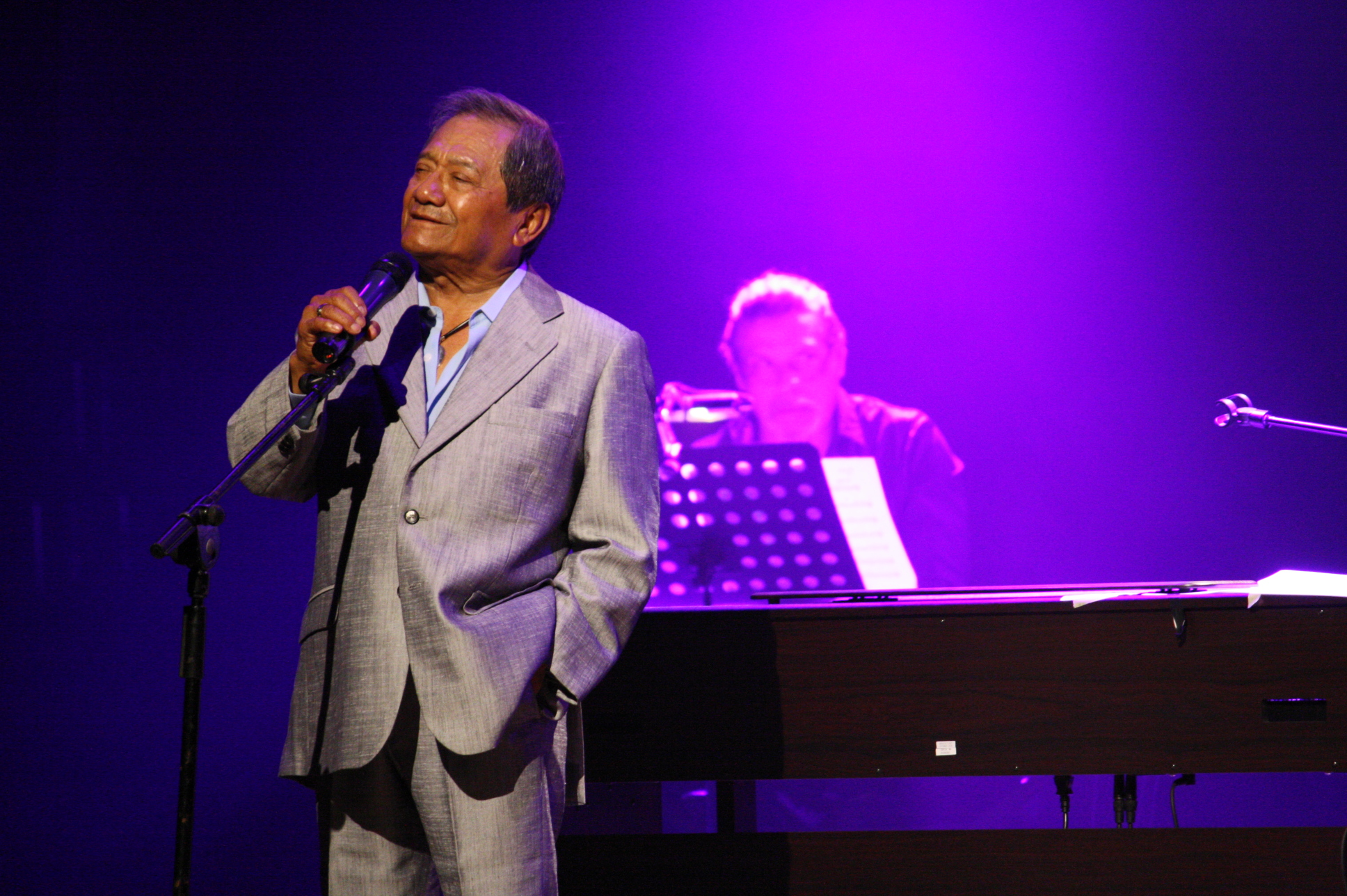
Lorsque Miguel a décidé d'enregistrer des boléros pour son prochain album, WEA Latina a engagé le chanteur-compositeur mexicain Armando Manzanero (sur la photo) pour l'aider à les produire. Romance a repris deux compositions de Manzanero : "Te Extraño" et "No Sé Tú".

Depuis que Miguel a signé avec WEA Latina en 1986, ses albums Soy Como Quiero Ser (1987), Busca una Mujer (1988) et 20 Años (1990) se sont vendus à plus de trois millions d'exemplaires cumulés au Mexique. Ses premiers enregistrements étaient composés de ballades soft rock et pop, ce qui a fait de Miguel une idole adolescente. Le 14 janvier 1991, WEA Latina a annoncé un nouvel album avec le producteur et compositeur de longue date Juan Carlos Calderón, qui a produit les trois précédents disques de Miguel. Désireux de reproduire le succès de 20 Años, Calderón compose des chansons pop et des ballades et trouve des morceaux à reprendre en espagnol pour Miguel. La production devait commencer en avril, et des albums studio en italien et en anglais devaient suivre,,. La maison de disques n'est pas convaincue par les chansons présélectionnées par Calderón ; il doit écrire d'autres compositions et la production est interrompue indéfiniment. Finalement, il n'a pas pu composer de chansons pour l'album.
Miguel avait un délai contractuel avec sa maison de disques pour enregistrer du nouveau matériel, et a envisagé d'enregistrer des boléros (ballades lentes dotées de paroles romantiques) après avoir rencontré l'auteur-compositeur-interprète mexicain Armando Manzanero lors d'une interview télévisée,. Le chanteur avait interprété des boléros (y compris des compositions enregistrées par Manzanero) lors de sa tournée de 1991. À la suggestion du manager Hugo López, et réalisant qu'il pouvait s'adresser à un public plus âgé, Miguel a choisi des boléros pour son prochain album et WEA Latina a engagé Manzanero pour en assurer la production,. Manzanero était enthousiaste, espérant que la popularité de Miguel ferait connaître le genre aux jeunes auditeurs. Le 25 octobre 1991, le titre de l'album est annoncé comme un hommage aux boléros ; c'est la première fois que Miguel est producteur.
L'enregistrement a commencé le 24 août 1991, chez Ocean Way Recording à Hollywood, en Californie,. Miguel et Manzanero ont produit l'album, Bebu Silvetti arrangeant les cordes avec la contribution de 32 violonistes sous la direction du chef d'orchestre américain Ezra Kliger. Sur Romance, Miguel reprend douze boléros (chaque morceau étant décrit comme des numéros d'amour), qui ont été sélectionnés par Manzanero parmi cinq cents chansons, dont son Te Extraño et No Sé Tú,,. Sept des douze titres ont été enregistrés avant le 13 septembre, la production ayant été suspendue le jour suivant, lorsque Miguel a été hospitalisé pour une appendicite. La sortie de l'album prévue pour la fin octobre a été reportée au 19 novembre et l'enregistrement a repris deux semaines après l'hospitalisation de Miguel,.

## Singles et promotion
Inolvidable est sorti en novembre 1991 en tant que premier single de Romance. Il a atteint la première place du classement Billboard Hot Latin Songs aux États-Unis la semaine du 25 janvier 1992, et a été en tête du classement pendant cinq semaines. Son deuxième single, No Sé Tú, est sorti en février 1992 et a atteint la première place du hit-parade des Hot Latin Songs dans la semaine du 18 avril,, où il est resté sept semaines. Le clip musical de No Sé Tú a été réalisé par Pedro Torres et filmé à Miami. Il met en scène Miguel et un orchestre qui se produit devant un bâtiment,. La vidéo a été présentée en première le 16 février dans le cadre du spectacle de variétés mexicain Siempre en Domingo (es). Les deux singles ont terminé l'année 1992 respectivement comme troisième et deuxième meilleures chansons latines de l'année aux États-Unis. Au Mexique, les chansons sont restées en tête des hit-parades pendant six mois au total. Le troisième single de l'album, Contigo en la Distancia, est sorti au Mexique en juillet 1992 ; son clip vidéo a également été réalisé par Torres et filmé à Miami,. Mucho Corazón a atteint la troisième place du hit-parade des Hot Latin Songs, tandis que Cómo a atteint la quatrième place. Usted et La Barca ont été diffusés dans toute l'Amérique latine,.
Pour promouvoir le disque, Miguel entame sa tournée Romance (en) le 26 juin 1992 à l'Auditorium national de Mexico, qui affiche complet et compte 10 000 places,. Après s'être produit dans toute l'Amérique latine et aux États-Unis, il a terminé la tournée au Chili en décembre,. En plus de sa tournée, Miguel s'est produit à l'Exposition universelle de 1992 à Séville en Espagne. Sa liste de chansons était principalement composée de chansons de sa carrière antérieure et de boléros de Romance. En octobre 1992, WEA Latina sort América & en vivo, un album live comprenant un nouveau titre (America, America) et des enregistrements de tournée de Contigo en la Distancia, No Sé Tú et Inolvidable. AllMusic a attribué trois étoiles sur cinq à cet album.

## Accueil
La rédactrice en chef d'AllMusic, Janet Rosen, a attribué trois étoiles sur cinq à Romance, affirmant qu'il « contient les habituelles friandises pop de Luis Miguel, bien faites, chantées sincèrement sur des cordes et des rythmes latins ». Cependant, elle a noté que les chansons du livret de l'album et l'absence de notes de pochette rendaient difficile pour les auditeurs de savoir « ce qu'il faut penser de cette présentation ». Rosen a conclu : « Peu importe, le titre de l'album dit tout »". Achy Obejas du Chicago Tribune a attribué quatre étoiles sur quatre à l'album, louant le refus de Miguel « de se laisser aller, ce qui donne à l'effort beaucoup plus d'intégrité qu'on aurait pu l'imaginer » et qualifiant son point de vue sur les boléros de « vibrant et réel ». Mark Holston a fait une critique positive de l'album dans le magazine Américas, louant le chant de Miguel, le choix des chansons et les arrangements de Silvetti : « Romance est un rappel de la qualité durable de la musique intemporelle ». Le critique du Sun-Sentinel, John Lannert, a qualifié l'album de « superbe collection de classiques mis à jour » et a félicité l'artiste pour être resté « assez proche des versions originales chargées de cordes ».
Lors des Billboard Music Awards de 1992, Miguel a été le meilleur artiste latin pop et le meilleur artiste de chansons latines, et Romancea été le meilleur album latin pop. Au Chili, Romancea remporté le prix Laurel de Oro du meilleur album de l'année. Le chanteur a été nommé meilleur artiste d'un pays non anglophone aux Korean International Music Awards. Aux Grammy Awards de 1993, Romancea été nommé pour le meilleur album pop latin, qui a finalement été décerné à Jon Secada pour son album Otro Día Más Sin Verte . Cette année-là, Romance a également été nommé dans la catégorie « Album pop de l'année aux prix » Lo Nuestro, perdant à nouveau face à Secada. Lors des Premios Eres annuels de 1993, Miguel a remporté trois prix : Meilleur album, Meilleur chanteur et Meilleur spectacle (pour sa tournée). Le disque était le meilleur album international et Miguel a remporté le prix du meilleur artiste international de l'année lors des prix Ronda de Venezuela en 1993.

## Ventes
Romance est sorti sur le marché international le 19 novembre 1991, et s'est vendu à plus de 400 000 exemplaires au cours des dix premiers jours. Au Mexique, il a été certifié octuple platine par l'Asociación Mexicana de Productores de Fonogramas y Videogramas (AMPROFON) pour la vente de deux millions d'exemplaires, le troisième album le plus vendu de tous les temps dans le pays (seuls Juan Gabriel et José José ont vendu plus d'exemplaires avec Recuerdos, Vol. II et 20 Triunfadoras respectivement),. Aux États-Unis, Romance a débuté à la dixième place du classement Billboard Latin Pop Albums (en) pendant la semaine du 14 décembre 1991, et a atteint la première place quatre semaines plus tard,. Le disque a été en tête du hit-parade pendant 32 semaines consécutives lorsqu'il a été remplacé par l'album éponyme de Jon Secada pendant la semaine du 22 août 1992, pour terminer en 1992 et 1993 comme l'album de pop latine le plus vendu de l'année dans le pays,. C'était le premier disque d'un artiste hispanophone à être certifié or au Brésil et à Taiwan, et la première certification or d'un artiste latin non crossover aux États-Unis (plus tard certifié platine aux États-Unis par la RIAA pour la vente d'un million d'exemplaires). En Amérique du Sud, Romance a été certifié platine en Colombie et au Venezuela, or au Paraguay et double platine au Pérou. En Argentine, l'album a été certifié 16× platine pour des ventes de plus d'un million d'exemplaires, le disque le plus vendu par un artiste non argentin. Il a reçu une récompense en diamant de la Chambre argentine des producteurs de phonogrammes et de vidéogrammes (CAPIF), et a été certifié diamant au Chili et double platine en Espagne,. En 2013, Romance s'était vendu à plus de sept millions d'exemplaires dans le monde et est le disque le plus vendu de Miguel,.

## Influence et legs

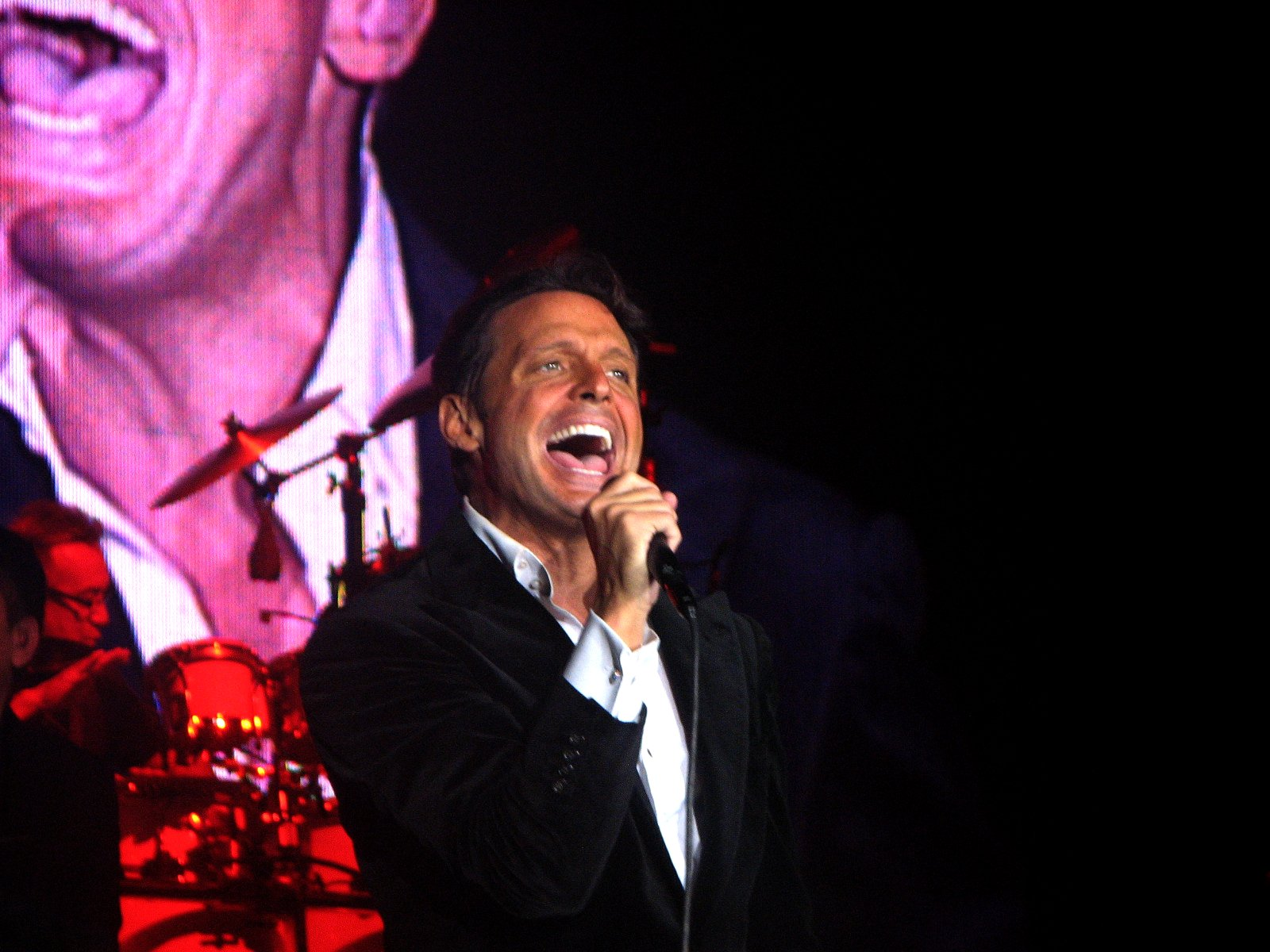
L'enregistrement de Romance de Luis Miguel a contribué, selon les critiques musicaux, au regain d'intérêt pour les boléros.

Les critiques musicaux ont attribué à Romance le regain d'intérêt du grand public pour la musique boléro. Selon Monica Eng, rédactrice en chef du Chicago Tribune, « Tout comme Harry Connick, Jr. a re-popularisé les sons de Sinatra et Tony Bennett, Luis Miguel, le tombeur mexicain de platine, a ramené un intérêt pour les boléros du Mexique ». Dans le Wall Street Journal, Mary Talbot a comparé le regain d'intérêt pour les boléros au renouveau du big band et de la musique swing sur le marché anglo-américain, auparavant dominé par la musique rock (qui avait saisi la popularité des boléros dans les années 1960),. Elena Kellner du Los Angeles Times a noté que l'album « présente les vieux favoris à un public plus jeune » tandis que Achy Obejas du Chicago Tribune a signalé la popularité de Miguel auprès des auditeurs plus âgés. Dans le Latin Beat Magazine, Franz Reynold a écrit qu'avant Miguel, les boléros étaient considérés par les jeunes comme « la musique des anciens, quelque chose à craindre, car elle semblait signaler l'avènement de la sénilité ». Mark Holston a écrit dans le magazine Américas que l'« irrésistible combinaison de chansons classiques, d'arrangements de cordes et de subtiles influences contemporaines s'est avérée être la formule parfaite pour réveiller une fois de plus les passions assouplies du boléro ».
Dans son livre, The Latin Beat : The Rhythms And Roots Of Latin Music From Bossa Nova To Salsa And Beyond, Ed Morales a écrit que la collaboration de Miguel avec Manzanero « a mis en lumière un maître méconnu du [boléro] » et « a constitué une mise à jour significative du genre ». Romance a renforcé la réputation de Silvetti en tant qu'arrangeur et producteur ; selon Leila Cobo du Billboard, l'album « a catégoriquement redéfini les interprétations des boléros traditionnels » et « a déclenché un torrent de travail pour Silvetti, y compris des disques avec Vic Damone et Engelbert Humperdinck ». Ses arrangements sont connus sous le nom de Silvetti Sound, que Cobo décrit comme étant « ancré dans des mélodies amples, des arrangements de cordes luxuriants, une instrumentation acoustique et, surtout, un romantisme sans faille ». Le succès de Romance a encouragé Linda Ronstadt, José Luis Rodríguez (en) et Plácido Domingo à enregistrer des versions modernes de boléros traditionnels. Selon Mauricio Abaroa, l'ancien manager de Miguel, bien que les boléros soient encore enregistrés par des musiciens traditionnels à l'époque, « ce qui a fait le succès de Luis Miguel, c'est que c'est un jeune homme qui les chante et qu'il les chante comme des ballades modernes ». Lors du 25e anniversaire du classement Billboard Hot Latin Songs en 2011, Miguel a été numéro un du Top Artists Chart. Manzanero a réfléchi sur leur partenariat, en disant qu'il « a mis dans la bouche de sa génération toutes les grandes chansons romantiques qui ont eu une histoire de 30 ans ». En 2015, Billboard a classé Romance parmi les albums latins essentiels des cinquante dernières années, un éditeur écrit : « Ce qui est devenu si formel dans la musique latine de nos jours — l'album hommage d'un artiste contemporain honorant un génie d'une autre époque — a commencé avec Romance ».
Le succès de l'album a encouragé Miguel à enregistrer trois autres disques Romance. Son successeur, Segundo Romance, est sorti en 1994 ; Manzanero, Calderón et Kiko Cibrian l'ont coproduit avec Miguel, et il a remporté un Grammy Award pour la meilleure performance de musique pop latine,. En 1997, Romances est sorti, Miguel et Manzanero coproduisant les arrangements de Silvetti ; il s'est vendu à plus de 4,5 millions d'exemplaires, remportant un autre Grammy de la meilleure performance de pop latine,. Un an plus tard, WEA Latina a sorti Todos los romances, une compilation de trois disques sur le thème de la romance. Le quatrième disque de la série, Mis romances (produit par Miguel), est sorti en 2001. Bien que le chanteur ait prévu une série de dix albums, Mis Romances n'a pas connu de succès critique et commercial,. L'année suivante voit la sortie de Mis Boleros Favoritos, avec 13 titres déjà enregistrés de la série Romance et une nouvelle version de Hasta Que Vuelvas. Selon le rédacteur en chef d'AllMusic, Iván Adaime, le disque avait pour but de « clore cette ère » de la série Romance. En 2012, Warner Music Latina a réédité un coffret commémoratif Romance : 20th Anniversary avec un CD, le disque LP original et trois 45 tours : Inolvidable, No Sé Tú et Contigo en la Distancia.

## Liste des titres
Liste de titres adaptée de la pochette du CD Romance.
| Romance | Romance                                  | Romance                      | Romance              | Romance | Romance | Romance | Romance | Romance | Romance |
| No      | Titre                                    | Auteur                       | Année de composition | Durée   |         |         |         |         |         |
| ------- | ---------------------------------------- | ---------------------------- | -------------------- | ------- | ------- | ------- | ------- | ------- | ------- |
| 1.      | No Me Platiques Más (Don't Say Any More) | Vicente Garrido              | 1954                 | 3:31    |         |         |         |         |         |
| 2.      | Inolvidable                              | Julio Gutiérrez              | 1944                 | 4:16    |         |         |         |         |         |
| 3.      | La Puerta                                | Luis Demetrio                | 1958                 | 3:19    |         |         |         |         |         |
| 4.      | La Barca                                 | Roberto Cantoral             | 1957                 | 3:28    |         |         |         |         |         |
| 5.      | Te Extraño                               | Armando Manzanero            | 1968                 | 4:23    |         |         |         |         |         |
| 6.      | Usted                                    | Gabriel Ruiz, Monis Zorrilla | 1951                 | 3:43    |         |         |         |         |         |
| 7.      | Contigo en la Distancia                  | César Portillo de la Luz     | 1952                 | 3:23    |         |         |         |         |         |
| 8.      | Mucho Corazón                            | Ema Elena Valdelamar         | 1953                 | 3:23    |         |         |         |         |         |
| 9.      | La Mentira                               | Álvaro Carrillo              | 1965                 | 3:46    |         |         |         |         |         |
| 10.     | Cuando Vuelva a Tu Lado                  | María Grever                 | 1961                 | 3:48    |         |         |         |         |         |
| 11.     | No Sé Tú                                 | Manzanero                    | 1986                 | 3:50    |         |         |         |         |         |
| 12.     | Cómo                                     | Chico Novarro                | 1967                 | 3:14    |         |         |         |         |         |
| 44:02   |                                          |                              |                      |         |         |         |         |         |         |

## Crédits
Les crédits proviennent d'AllMusic et du livret CD Romance, :

### Crédits musicaux
- Justo Almario – Saxophone alto et ténor
- Luis Conte – Percussion
- Benjamin Correa – Clarinette
- Pedro Flores – Alto
- Ramon Flores – Trompette
- Grant Geissman – Guitare
- Alan Kaplan – Trombone
- Ezra Kliger – Coordination, réalisateur, coordination de la production, arrangement des cordes
- Abraham Laboriel – Basse
- Don Markese – Saxophone alto
- Joe Meyer – Cor d'harmonie
- Luis Miguel – Coproducteur, chant
- Robert Payne – Trombone
- Peter Scott – Hautbois
- Bebu Silvetti – Arrangeur, directeur, piano, synthétiseur
- Calvin Smith –Cor d'harmonie
- Carlos Vega – Batterie

### Crédits techniques
- Ken Allardyce –  Assistant ingénieur
- Kenneth Barzilai – Photographie
- Gustavo Borner – Programmation claviers
- J. Vicente Diosdado – Pochette
- Benny Faccone – Ingénieur du son, mixage
- Bernie Grundman – Mastering
- Steve Holrayde – Assistant ingénieur
- Armando Manzanero – Coproducteur

## Classements

### Hebdomadaires
| Hitparade (1999)                      | Meilleur classement | Réf.   |
| ------------------------------------- | ------------------- | ------ |
| Argentine (CAPIF)                     | 1                   | [ 93 ] |
| États-Unis Billboard Top Latin Albums | 3                   | [ 94 ] |
| États-Unis Billboard Latin Pop Albums | 1                   | [ 95 ] |

### Annuels
| Hitparade (1999)                       | Classement | Réf.   |
| -------------------------------------- | ---------- | ------ |
| États-Unis Latin Pop Albums (Billboard | 1          | [ 63 ] |

| Hitparade (2000)                       | Classement | Réf.   |
| -------------------------------------- | ---------- | ------ |
| États-Unis Latin Pop Albums (Billboard | 1          | [ 64 ] |